# Amy Pietz
Amy Pietz est une actrice et productrice américaine née le 6 mars 1969 à Milwaukee, Wisconsin (États-Unis).

## Biographie

### Vie privée
En 1992, Amy Pietz a donné naissance à un petit garçon, Benjamin qu'elle a placé à l'adoption.
Elle a épousé l'acteur Kenneth Alan Williams le 25 mai 1997 à Milwaukee dans sa ville natale du Wisconsin avant de divorcer en 2006.
Le 17 janvier 2010, elle s'est mariée à Frank Stier, ensemble ils ont deux enfants : Tracie et Taylor.

## Filmographie

### Cinéma
- 1993 : Rudy de David Anspaugh : Melinda
- 1996 : La Course au jouet (Jingle All the Way) de Brian Levant : Liza Tisch
- 1999 : Jell-Ohh Lady (court-métrage, également productrice)
- 2004 : DysEnchanted de Terri Edda Miller : Clara (court-métrage)
- 2004 : Marty and Sven de Mikael Forsberg : une actrice (court-métrage)
- 2004 : Mon voisin le tueur 2 (The Whole Ten Yards) de Howard Deutch : une serveuse
- 2009 : Reunion de Alan Hruska : Sadie
- 2009 : You de Melora Hardin : Sam
- 2010 : Moi, Arthur, 12 ans, chasseur de dragons (Adventures of a Teenage Dragon Slayer) de Andy Lauer : Officier Annie
- 2011 : Prom de Joe Nussbaum : la mère de Corey
- 2013 : Autumn Leaves de Ryan R. Browne et Nicholas Ciffone : Autumn (court-métrage)
- 2014 : The Pact 2 de Dallas Richard Hallam et Patrick Horvath : Maggie Abbott
- 2017 : The Year of Spectacular Men de Lea Thompson : la directrice de casting de Bitchy
- 2018 : Anything for You, Abby de Jamin Bricker : Bridget (court-métrage)
- 2020 : Hooking Up de Nico Raineau : Betty Beane

### Télévision

#### Séries télévisées
- 1993 : Missing Persons : Lucy Stansfield (épisode 9)
- 1994 : Star Trek : La Nouvelle Génération (Star Trek: The Next Generation) : Sandra Rhodes (saison 7, épisode  22)
- 1995 : Muscle : Bronwyn Jones
- 1995-1999 : Caroline in the City : Annie Spadaro
- 1999 : Starship Regulars : Mara (voix)
- 1998 : Conrad Bloom : Bonnie (épisode 6)
- 2000 : Mon ex, mon coloc et moi (Cursed, The Weber Show) : Melissa Taylor
- 2002 : Ally McBeal : Bonnie Boone (saison 5, épisodes 11 et 14)
- 2003 : Les Experts (CSI: Crime Scene Investigation) : Rebecca McCormick (saison 3, épisode 15)
- 2003 : Le Drew Carey Show (The Drew Carey Show) : Elaine (saison 8, épisode 18)
- 2003 : Urgences (ER) : Loren (saison 10, épisode 8)
- 2004 : All About the Andersons : Mrs. Sandore (épisode 11)
- 2004 : Division d'élite (The Division) : Jo Miller (saison 4, épisode 2)
- 2004 : I'm with Her : Samantha (récurrente)
- 2004-2008 : Rodney : Charlie
- 2005 : New York, unité spéciale (Law and Order: Special Victims Unit) : Zoe Dunlop (saison 7, épisode 11
- 2007-2008 : Aliens in America : Franny Tolchuk
- 2008 : Burn Notice : Jeannie Anderson (saison 2, épisode 8)
- 2008 : Ghost Whisperer : Lisa Keller (saison 4, épisode 5)
- 2009 : The Closer : L.A. enquêtes prioritaires (The Closer) : Dana Crawford (saison 4, épisode 11)
- 2009 : Bones : Ellen Clark (saison 4, épisode 17)
- 2009 : Trust Me : Diane (récurrente)
- 2009 : Hawthorne : Infirmière en chef (Hawthorne) : Gretchen Breyer (saison 1, épisode 7)
- 2009 : Larry et son nombril (Curb Your Enthusiasm) : Wendy (saison 7, épisode 8)
- 2009 : Medium : Nancy Covington (saison 6, épisode 8)
- 2010 : Nip/Tuck : Allison Krieger (saison 6, épisode 18)
- 2010 : American Dad! : Ally / Elaine (voix)
- 2010 : Desperate Housewives : Madeline (saison 7, épisode 2)
- 2010 : The Office : Donna (récurrente saison 6 et invitée saison 7)
- 2011 : Private Practice : Isabelle (saison 4, épisode 16)
- 2011 : The Paul Reiser Show : Betsy (épisode 5)
- 2011 : The Nine Lives of Chloe King : Meredith King
- 2012 : La Diva du divan (Necessary Roughness) : Corinne Walsh (saison 2, épisode 11)
- 2012 : Audrey : Julie (récurrente)
- 2013 : Mentalist (The Mentalist) : Joanna Lyle (saison 5, épisode 11)
- 2013 : Dexter : Dr. Cooper (saison 8, épisode 12)
- 2014 : Mon oncle Charlie (Two and a Half Men) : Angie (saison 11, épisode 20)
- 2014 : Murder (How to Get Away with Murder) : Sharon Remini (saison 1, épisode 5)
- 2015 : Backstrom : Christina Rose (épisode 4)
- 2015 : Devious Maids : Susie (saison 3, épisode 12)
- 2016 : The Magicians : Hannah (saison 1, épisodes 6 et 11)
- 2016 : Maron : Natalie (saison 4, épisode 4)
- 2016 : No Tomorrow : Deirdre
- 2017 : You're the Worst : Adrienne (saison 4, épisode 8)
- 2017 : Hit the Road : Meg Swallow
- 2019 : Conversations in L.A. : Mrs. Shannon Pierce (saison 3, épisode 6)
- 2019 : Animal Kingdom : Meredith (saison 4, 3 épisodes)
- 2019 : Flash (The Flash) : Debbie Dibny (saison 6, épisode 3)
- 2019 : Modern Family : Janice (3 épisodes)
- 2020 : Mom : Rebecca (saison 7, épisode 20)
- 2021 : Big Shot : Caren Korn (saison 1, épisode 2)
- 2021 : American Crime Story : Lisa Myers (saison 3, épisode 10)
- 2022 : Chicago Med : Deborah Miller (saison 7, épisode 21)
- 2022 : Love, Victor : Margaret Campbell (saison 3, épisodes 5 et 7)
- 2022 : Dynastie (Dynasty) : Mandy Von Dunkel (saison 5, épisode 19)
- 2022 : The Sex Lives of College Girls : Mona (saison 2, épisode 10)
- 2023 : Wolf Pack : Kendra Lang (récurrente)
- 2024 : La Défense Lincoln (The Lincoln Lawyer) : la juge Diane Connor (saison 3, épisode 7)
- 2024 : Esprits criminels (Criminal Minds) : Nancy Daley (saison 17, épisode 2)
- 2024 : 9-1-1 : Tori (saison 8, épisode 1)
- 2025 : Grey's Anatomy : Shelby Lewis (saison 21, épisode 13)
- 2025 : Paradise : Marsha (saison 1, épisodes 6 et 7)
- 2025 : Tracker : Ivy Hale (saison 2, épisode 11)

#### Téléfilms
- 1997 : La vérité à double tranchant (All Lies End in Murder) : Terri Paxton
- 1997 : Toutes les neuf secondes (Every 9 Seconds) : Carrie
- 2003 : Newton : Alice Pryor
- 2012 : Piégée à 17 ans (talked at 17) : Karen Curson
- 2013 : Le Spa de tous les dangers (Zephyr Springs) : Dawn
- 2015 : Harcelée par mon voisin (Stalked by My Neighbor) : Andrea Allen
- 2016 : Halfway : Beth
- 2019 : The Summer People : Philicia

## Voix francophones
En France, Céline Monsarrat et Véronique Picciotto sont les voix récurrentes de Amy Pietz l’a doublant à sept reprises chacune dans des séries télévisées. Martine Irzenski l’a également doublée trois fois tandis que Emmanuèle Bondeville et Céline Duhamel l’ont doublée à deux reprises.